# جيمي هولاند
جيمي هولاند (بالإنجليزية: Jamie Holland)‏ هو لاعب كرة قدم أمريكية أمريكي، ولد في 1 فبراير 1964 في رالي في الولايات المتحدة.

## وصلات خارجية
- جيمي هولاند على موقع مرجع كرة القدم المحترفة.كوم (الإنجليزية)